# Finnian van Moville

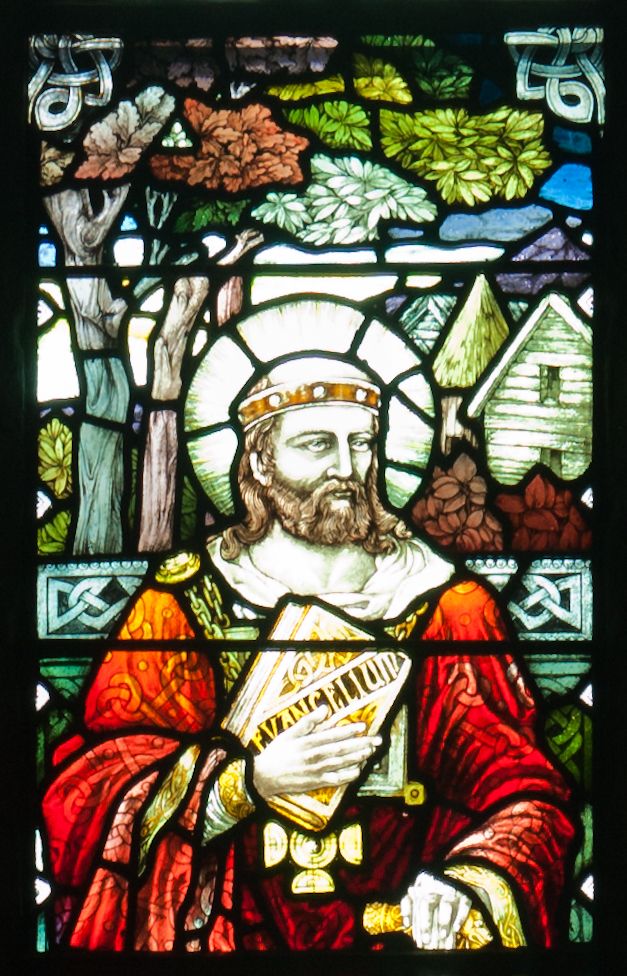
Glasraam van Finnian van Movilla

Finnian van Moville (ca.495 – 589) was een Iers missionaris.
Finnian was een christelijk missionaris die een legendarisch figuur werd in het middeleeuwse Ierland. Hij zou een afstammeling zijn van Fiatach de Rechtvaardige en geboren zijn in Ulster, hoewel deze bewering in twijfel getrokken wordt door de Amerikaanse historicus Thomas Owen Clancy. 
Finnian volgde studies bij Colman van Dromore en Mochae van Noendrum, waarna hij naar Rome vertrok om in 540 terug te keren naar Ierland met het vulgaat van Hiëronymus van Stridon. Hij was stichter van de, in die tijd bekende school van Druim Fionn. Volgens de legende probeerde hij Tuan mac Cairill, een mythische figuur en de laatste overlevende van de vlucht van de Partholón, te bekeren. 
Finnian’s meest vooraanstaande leerling was Columba. Columba kopieerde bijzonder graag heilige boeken. 's Nachts liet hij zich insluiten in de kloosterkerk van Maghbile en schreef het hele psalmenboek in één nacht over. Nadat hij werd betrapt werd hij verbannen naar Iona.
Finnian schreef een regel en een penitentiaire code voor zijn monniken. Hij werd zalig verklaard en is de patroonheilige van Ulster. Zijn feestdag wordt gevierd op 10 september.